# Rêve de désert
Pour plus de détails, voir Fiche technique et Distribution.
Rêve de désert (경계, Kyeong-gye) aussi connu sous le nom de Hyazgar, est un film sud-coréen réalisé par Zhang Lu, sorti en 2007.

## Synopsis
Hungai vit avec sa femme et son fils dans le désert servant de frontière entre la Mongolie et la Chine. Celle-ci part faire examiner sa fille par un médecin à Oulan Bator. Hungai se met à boire alors qu'arrive un fugitif nord-coréen lui demandant l'asile.

## Fiche technique
- Titre : Rêve de désert
- Titre original : 경계 (Kyeong-gye)
- Réalisation : Zhang Lu
- Scénario : Zhang Lu
- Photographie : Kim Sung-tai
- Montage : Kim Hyun-joo
- Société de production : G21M, Arizona Films et Korean Film Council
- Société de distribution : Solaris Distribution (France)
- Pays :  Corée du Sud et  France
- Genre : drame
- Durée : 123 minutes
- Dates de sortie : 
  -  Allemagne : 15 février 2007 (Berlinale)
  -  France : 27 février 2008

## Distribution
- Bakchul : Badumsurung
- Bat-Ulzii : Hungai
- Osor Bat-Ulzii : Hangai
- Bayasgalan : Sarnai, la femme de Hungai
- Enkhtuul : Oyona
- Munkhjiin : Jorick
- Myagmarnaran : Buch
- Nomin : Noming, la fille de Hungai
- Shin Dong-ho : Chang-ho
- Suh Jung : Choi Soon-hee

## Distinctions
Le film a été présenté en sélection officielle en compétition lors de Berlinale 2007.